# Anemesia incana
Anemesia incana là một loài nhện trong họ Cyrtaucheniidae. Loài này phân bố ờ Tadzjikistan.